# Passiflora incarnata
Passiflora incarnata is een snel groeiende, overblijvende, kruidachtige klimplant met kruipende of klimmende stengels.
De plant sterft in de herfst bovengronds af en loopt in mei en juni weer uit bij de dikke, vlezige wortels. Hij vermeerdert zich door middel van bestuiving en via ondergrondse uitlopers. De kleur van de bloemen is variabel en kan bleekwit of rozeachtig paars zijn, maar ook lavendelpaars tot roodachtig violet en tevens helderpaars of violet. Zelfs aan één plant kunnen de bloemen variabel in kleur zijn. Deze passiebloem komt van nature voor in het zuidoosten van de Verenigde Staten. De plant is verwilderd op Bermuda. Passiflora incarnata dient als waardplant voor de rupsen van meerdere vlindersoorten.
De tot 4 m lange stengels zijn glad of donzig behaard. In de bladoksels ontspringen de ranken die daar worden geflankeerd door steunblaadjes.. De bladstelen zijn tot 8 cm lang. De afwisselend geplaatste bladeren zijn drie- tot vijflobbig, gezaagd en 6-15 × 7-20 cm groot. Aan de basis van de bladschijf zitten twee honingklieren. De tot 10 cm lange bloemstelen staan solitair in de bladoksels. De bloemen zijn 5-9 cm breed en wit, rozeachtig, bleek lavendelpaars, mauve of violet van kleur. De vijf kelkbladeren zijn groen aan de buitenkant, aan de binnenkant variabel van kleur en tot 3 × 1 cm groot. De vijf kroonbladeren zijn iets korter dan de kelkbladeren en hebben dezelfde kleur. De corona bestaat uit meerdere rijen en kan wit, rozeachtig, lavendelpaars of violet zijn. De buitenste coronarijen zijn tot 2,5 cm lang en gegolfd in de buitenste helft. De binnenste rijen zijn tot 0,4 cm lang. In het midden van de corona steekt de androgynofoor uit.

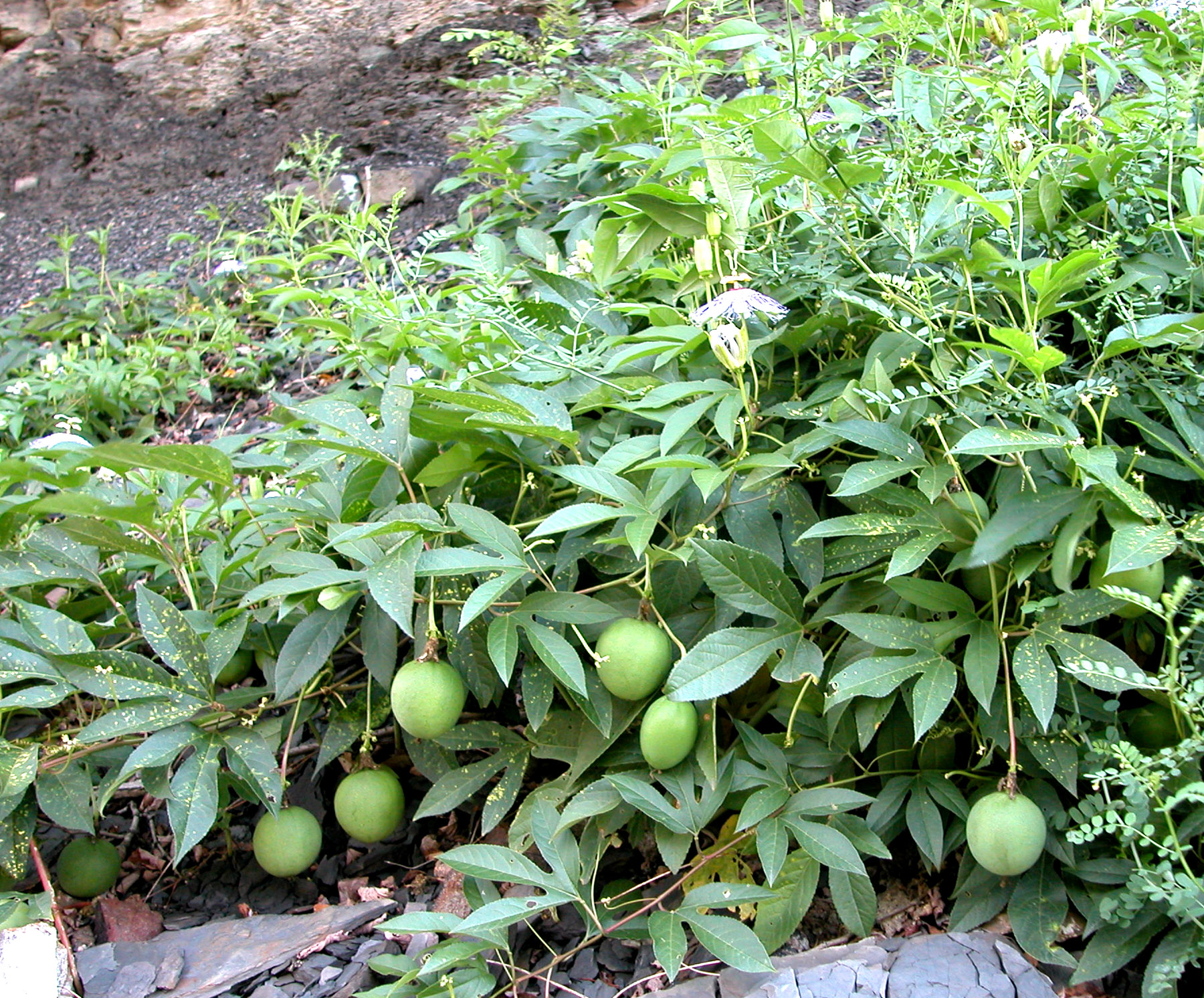
Plant met onrijpe vruchten

De bolvormige, tot 6 × 5 cm grote vruchten rijpen via groen naar groengeel. Ze staan in de Verenigde Staten bekend "maypop", "may apple" en "apricot plant". De gele zaadmantels zijn eetbaar, maar hebben weinig smaak.
Passiflora incarnata komt in zijn natuurlijke verspreidingsgebied voor in struikgewassen, stedelijke gebieden, ongemaaide graslanden, wegbermen en langs spoorlijnen. In gebieden met groeiende bomen zullen ze verdwijnen omdat de bomen de zon wegnemen.
De plant kan temperaturen tot -15 °C overleven, waarmee hij na Passiflora lutea de meest winterharde passiebloem is. Vooral bij jonge planten is het raadzaam om de wortels te bedekken met bladeren, omdat echte winterhardheid pas na een aantal jaren wordt verkregen wanneer er vlezige wortels zijn ontwikkeld. Hij kan het beste worden geplant op een beschutte locatie, bijvoorbeeld onder een uitstekend dak. Er moet worden gezorgd voor waterdoorlatende, voedingsarme grond. Hij gedijt niet op kleigrond, dat water niet goed doorlaat. De plant sterft in de winter tot de grond toe af. Als hij wordt overwinterd boven het vriespunt, zullen de stengels niet of slechts gedeeltelijk afsterven. In Midden-Europa en in zijn natuurlijke verspreidingsgebied ontstaat er vanaf mei tot eind juli weer nieuwe groei, afhankelijk van de weersomstandigheden. Meestal groeien er in de aarde rond de moederplant nieuwe uitlopers, die kunnen worden afgenomen en verpot.
Er bestaat een cultivar met volledig witte bloemen, Passiflora incarnata 'Alba'. Bekende kruisingen van Passiflora incarnata zijn: Passiflora 'Incense' (Passiflora incarnata × Passiflora cincinnata) en Passiflora ×colvillii (Passiflora incarnata × Passiflora caerulea).
In de fytotherapie wordt tinctuur (tincturae passiflorae) van deze passiebloem gebruikt om nervositeit en slapeloosheid te behandelen. Gedroogde bladeren worden in thee gebruikt. Ook kan van de plant een kalmerende kauwgom worden gemaakt.

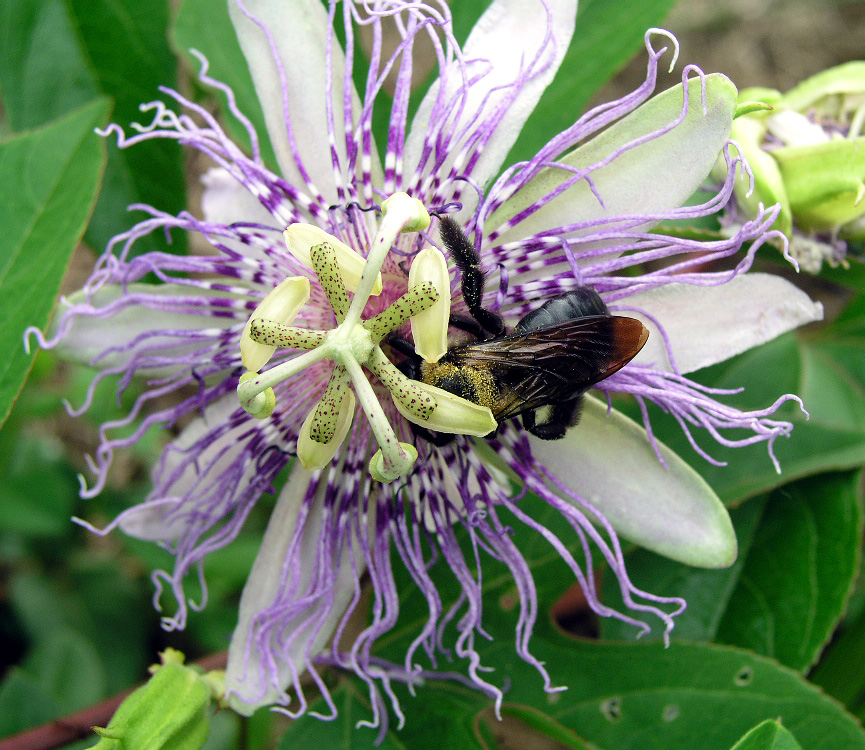
Bloem van Passiflora incarnata met bij
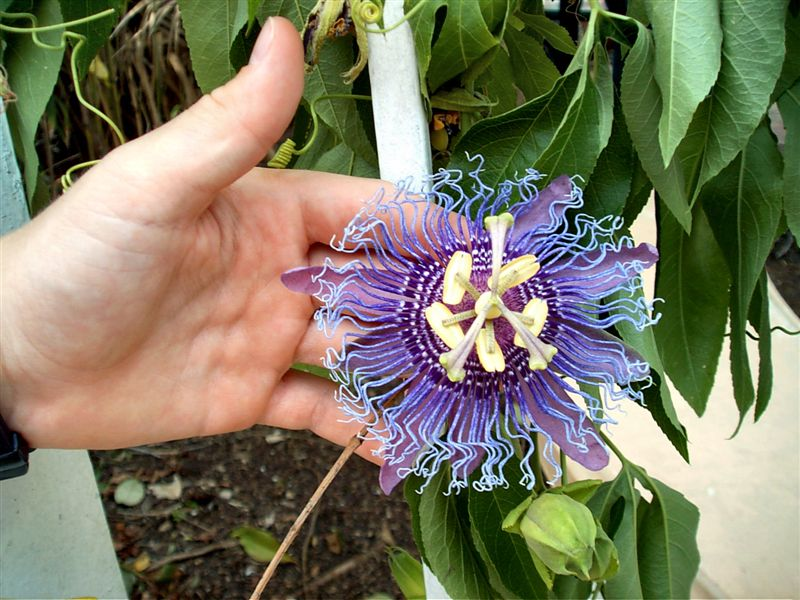
Passiflora 'Incense'

... · 
P. alata · 
P. aurantia · 
P. biflora · 
P. caerulea (Blauwe passiebloem) · 
P. citrina · 
P. coccinea · 
P. coriacea · 
P. edmundoi · 
P. edulis · 
P. edulis forma edulis · 
P. edulis forma flavicarpa · 
P. foetida · 
P. gibertii · 
P. herbertiana · 
P. incarnata · 
P. jorullensis · 
P. kermesina · 
P. laurifolia · 
P. ligularis · 
P. lindeniana · 
P. loefgrenii · 
P. lutea · 
P. morifolia · 
P. murucuja · 
P. organensis · 
P. picturata · 
P. punctata · 
P. quadrangularis · 
P. racemosa · 
P. rubra · 
P. serratifolia · 
P. suberosa · 
P. subpeltata · 
P. tarminiana · 
P. tulae · 
P. vitifolia · 
P. xishuangbannaensis · 
P. yucatanensis · 
...